# Albert Marshman Palmer
Albert Marshman Palmer (1838-1905) fue un director de teatro estadounidense, nacido en North Stonington, Connecticut. Se graduó en la Universidad de Nueva York en 1860, trabajó como bibliotecario en la Biblioteca Mercantil de Nueva York de 1869 a 1872, y después dirigió por diez años el teatro Union Square. Después de viajar por Europa volvió a Nueva york en 1884 y se hizo cargo del teatro Madison Square y más tarde también en el teatro Palmers en Broadway, en Thirtieth Street. Fue director por un tiempo de Richard Mansfield, al igual que de Clara Morris y muchos más, que actuaron en su famosa compañía de teatro Stocks. Su compañía ambulante interpretó: Jim the Penman, Saints and Sinners, A Pair of Spectacles y Elaine a lo largo de los Estados Unidos. Fue por 14 años presidente de la Actors' Fund of America, que creó en 1882.
- Datos: Q4710804
- Multimedia: Albert Marshman Palmer / Q4710804